# محمد منا
محمد منا (انگلیسی: Muhammad Manna; ۱۰ دسامبر ۱۹۳۸ – ۱۱ نوامبر ۲۰۱۷) ورزشکار هاکی روی چمن اهل پاکستان بود.
وی در مسابقات کشوری و بین‌المللی در مجموع برندهٔ ۱ مدال نقره شده‌است.